# Elaeagnus glabra
Elaeagnus glabra är en havtornsväxtart som beskrevs av C.P. Thunb. och A. Murray. Elaeagnus glabra ingår i släktet silverbuskar, och familjen havtornsväxter. Inga underarter finns listade i Catalogue of Life.

## Bildgalleri

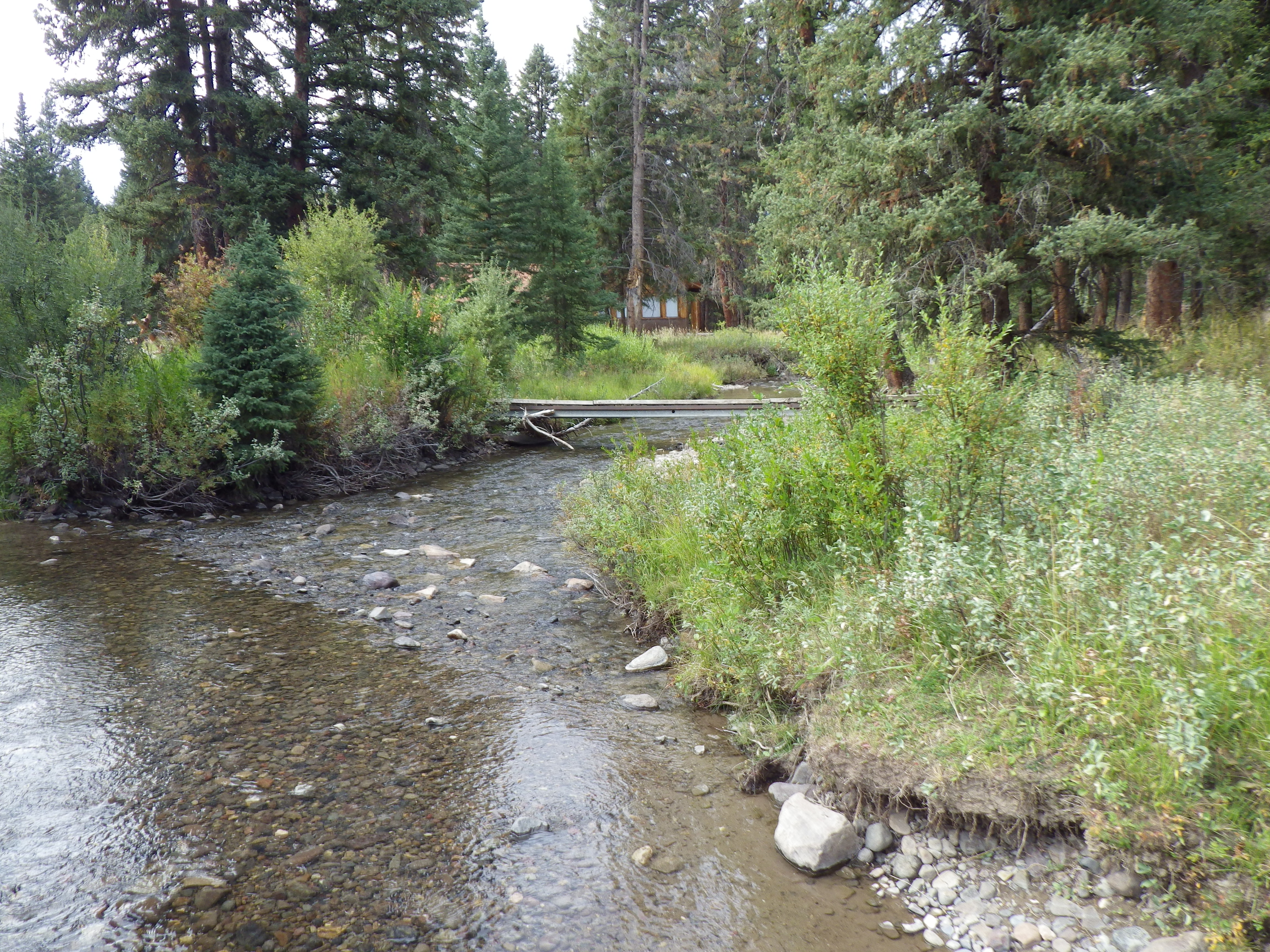
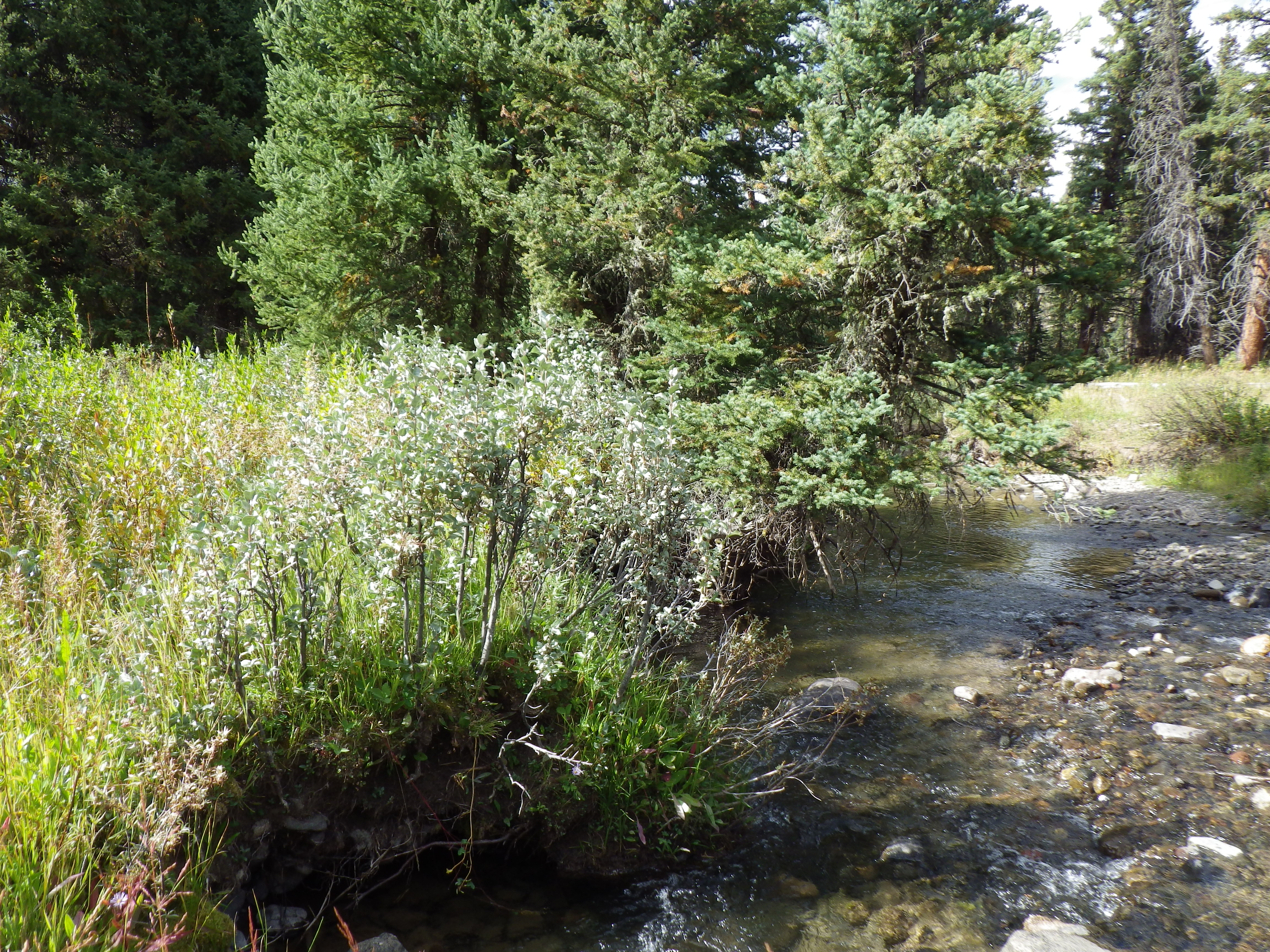
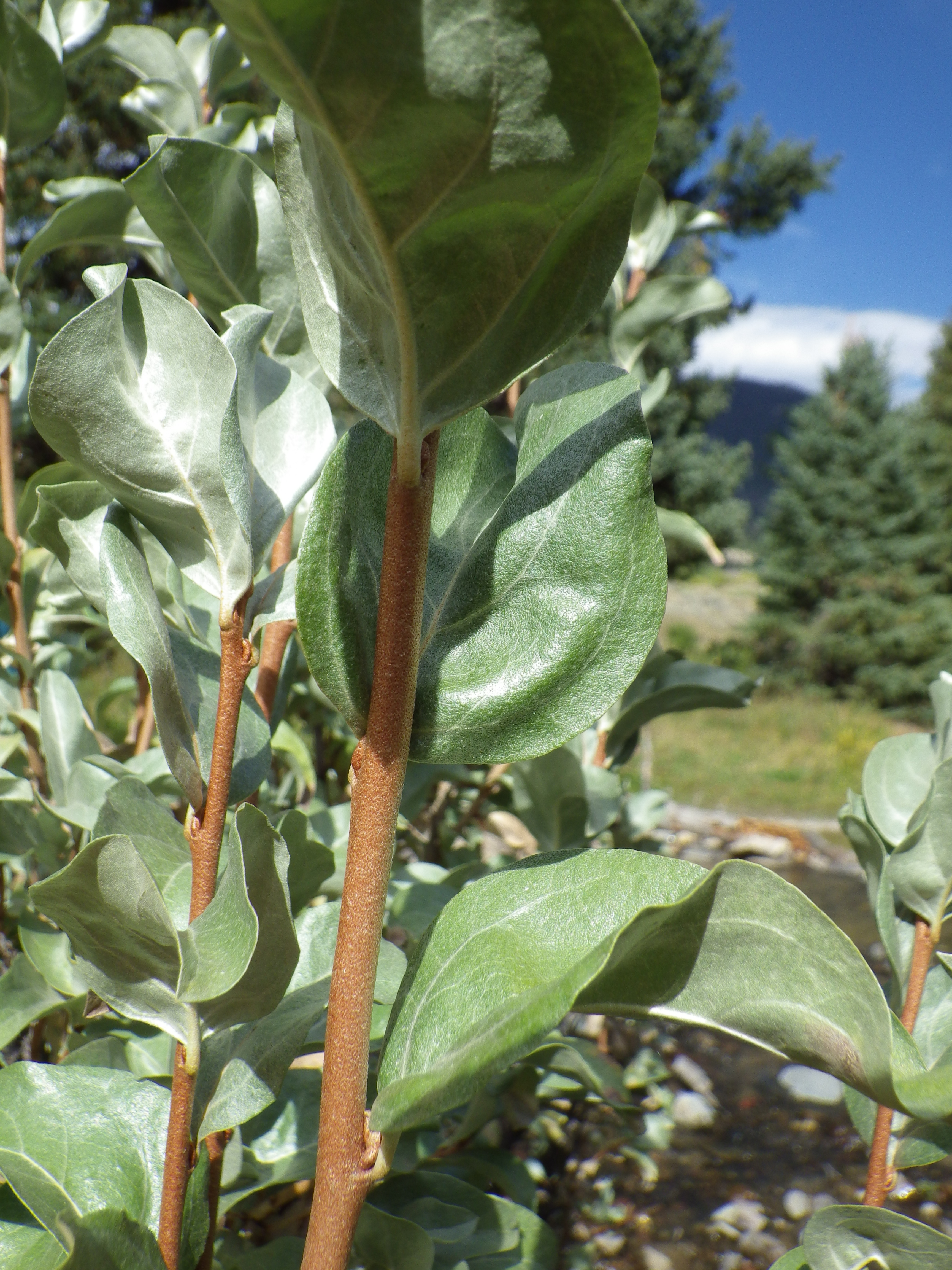
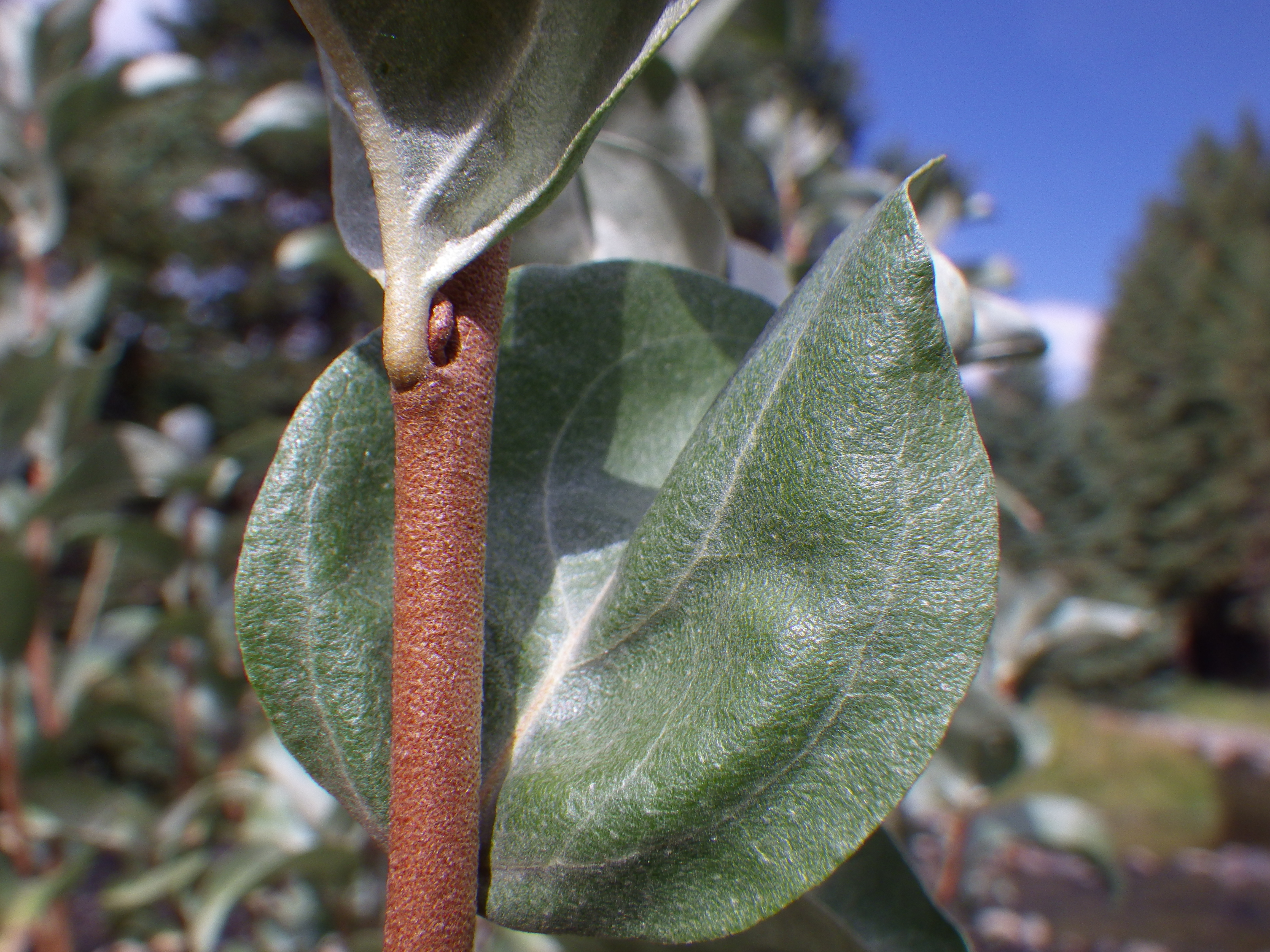